# بیمارستان ایالتی آتاسکادرو
بیمارستان استان آتاسکادرو (به انگلیسی: Atascadero State Hospital) بیمارستانی در ایالات متحده آمریکا است که در ۱۹۵۴ میلادی ساخته شد و دارای ۱۲۳۹ تخت است.